# Asticta coronillae
Asticta coronillae är en fjärilsart som beskrevs av Herrich-Schäffer. Asticta coronillae ingår i släktet Asticta och familjen nattflyn. Inga underarter finns listade i Catalogue of Life.